# Hyundai Exter
Hyundai Exter (рус. Хёндэ Экстер) — субкомпактный кроссовер, выпускаемый с 8 мая 2023 года компанией Hyundai.
Базовой моделью для Hyundai Exter стала Hyundai Bayon. Дизайн напоминает Kia Soul. В отличие от других моделей, Hyundai Exter продаётся в Индии, однако может добраться и до других стран.
Внешне автомобиль напоминает Hyundai Grand i10 Nios, но с отделкой в стиле Hyundai Santa Fe. В иерархии автомобиль расположен ниже Hyundai Venue.
Автомобиль оснащён бензиновым двигателем внутреннего сгорания Hyundai Kappa объёмом 1,2 литра, который может сочетаться в паре с 5-ступенчатой трансмиссией.